# Nauclero

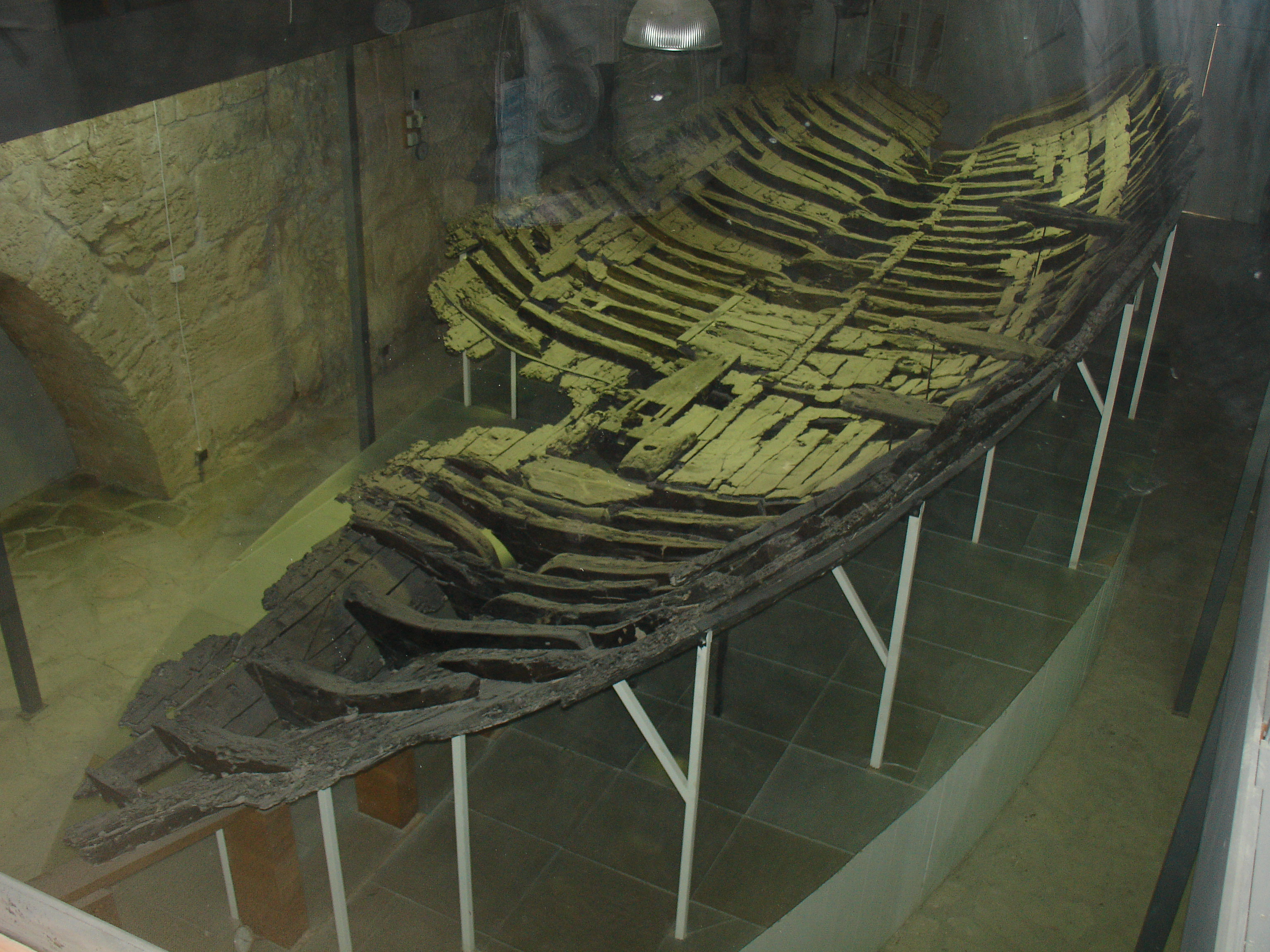
Pecio de antiguo barco mercante griego encontrado en Kyrenia (Chipre)

En la Antigua Grecia, un nauclero (griego antiguo ναὐκληρος/nauklēros) era un propietario de barco mercante. Transportaba, para venderlas, las mercancías que le pertenecían y/o un émporos le había pedido, a cambio de una retribución, de transferir de un puerto a otro. 

## Mando del barco
Los naucleros no mandaban necesariamente su barco: por una parte, no siempre tenían la formación técnica necesaria para maniobrarla, en cuyo caso delegaban esta tarea a un kybernétès; por otra parte algunos naucleros no estaban presentes en el barco y confiaban el mando a un nauphylax, a los que se añadían eventualmente un administrador de la carga y un gestor de provisiones. Este último caso con tendencia a devenir la norma para los naucleros en el periodo helenístico: no eran más que simples armadoress, hombres de negocios que soportaban los riesgos financieros de la travesía, pero se quedaban en tierra. Desde entonces, la definición de la palabra «nauclero» que data de la época clásica, la de «propietario de un barco mercante que mandaba él mismo», correspondía antes al término phortegos.

## Condición y organización de los viajes
La gran rigidez de los contratos de préstamo a la gruesa ventura a menudo suscritos por los naucleros, que definían precisamente la duración, el itinerario y las etapas del viaje, había tenido sin duda como consecuencia, al menos parcialmente, «sustituir un comercio bipolar en un comercio multipolar» anteriormente en uso Parece, por lo tanto, que los naucleros disponían por una parte, salvo cuando la carga estaba constituida de esa mercancía altamente estratégica que era el grano, de una mayor libertad que no sugieren los contratos.
Utilizando las informaciones recibidas, de viva voz o mediante cartas incisas en plomo, mediante las amplias redes de amistades y de relaciones que podían a menudo constituir por su oficio, escogían detenerse en tal cual emporio situado en su camino para aprovechar las oportunidades del momento. En el periodo helenístico, Filóstrato dice a propósito de los naucleros: «están constantemente luchando para encontrar un mercado mal abastecido, y se pasan la vida entre los distribuidores y pequeños comerciantes, para vender, comprar». El carácter fraccionado de los mercados convierte la cuestión de la circulación de la información en un elemento capital, lo que lleva a los barcos a las ciudades más deficitarias, como señala el pleiteador del Contra Dionisodoro (8) del Pseudo-Demóstenes: «según el momento, los que estaban allí enviaban instrucciones a los que estaban de viaje: de ese modo, el trigo que estaba caro ahí, se traía; su precio bajaba, y se llevaba  a otro puerto».
Por otra parte, la necesidad era a menudo ley: el cargamento de agua y de víveres como el espacio correspondiente para los hombres de la tripulación era calculado de manera muy precisa para disponer del máximo espacio para las mercancías: por lo tanto, «cuando se podía, no se necesitaba detenerse en un puerto, en primer lugar dar las gracias a Poseidón por su protección y para hacer aguada, llevar a cabo todos esos pequeños trapicheos  más o menos legítimos que enriquecen a los marineros y dormir tranquilos».

## Riqueza y estatus jurídico
Los naucleros constituían una categoría de comerciantes más rica que la de los emporoi, en la medida que disponían necesariamente de al menos un barco y su tripulación servil, es decir 40 minas en el caso de Apaturio. incluso más: las fuentes indican que un nauclero de cada tres poseía la menos dos navíos, como por ejemplo Formión o Lampis, el meteco de Egina, quien en 352 a. C., poseía según Demóstenes «la casa más grande de armador de toda Grecia». El estudio prosopográfico llevado a cabo por Charles Reed ha mostrado que 8 naucleros de 19, el 42%, podían ser considerados ricos, de los cuales, 5 (26%) lo eran lo suficiente como para ser prestamistas.
Además este estudio ha mostrado que de los 19 naucleros conocidos en el siglo IV a. C., 5 eran ciudadanos, 12 no lo eran y 2 son de estatus indeterminado. Uno de ellos era esclavo, caso que no se explica bien –puede ser el capitán de un barco que no le pertenecía, como si fuese de alguna manera, el mandatario de su patrón. No parece que hubiera una diferencia  e sensible de riqueza entre los naucleros en cuanto a dirigir ellos mismos sus barcos y los que delegaban esta tarea a otro para quedarse en tierra. Alrededor de un tercio de naucleros estaban asociados a otro, en la mitad de los casos, no es un miembro de su familia, o el vínculo familiar no se menciona. Sólo hay un caso conocido en la época clásica de cooperación estrictamente de más de dos naucleros.